# Eulocastra tamsi
Eulocastra tamsi is een vlinder uit de familie spinneruilen (Erebidae). De wetenschappelijke naam is voor het eerst geldig gepubliceerd in 1938 door Berio.
De soort komt voor in tropisch Afrika.